# Ципи Ливни
Ципора Малка „Ципи“ Ливни (хебр. ציפורה מלכה "ציפי" לבני‎; Тел Авив, 8. јул 1958) је бивша министарка иностраних послова и вршилац дужности премијера Израела. Ливнијева је 17. септембра 2008. изабрана за председницу странке Кадима након оставке премијера и шефа странке Ехуда Олмерта.
На изборима за Кнесет 2013. године учествује са новом странком Хатнуа. Њена партија улази у Владу Израела и Ципора Ливни постаје министарка правде до 2015. године.